# Musques
Musques (em castelhano) ou Muskiz (em basco) é um município da Espanha na província da Biscaia, comunidade autónoma do País Basco. Faz parte da comarca de Las Encartaciones e tem 21,5 km² de área.[carece de fontes?] Em 2021 tinha 7 438 habitantes (densidade: 346 hab./km²).